# Ali Ciemme
Ali Ciemme S. p. A. – włoskie przedsiębiorstwo zajmujące się montażem, a także importem samochodów.
Przedsiębiorstwo to zajmowało się importem rumuńskich ARO, a pomiędzy listopadem 1988 a marcem 1991 w fabryce Ali Ciemme montowano rumuński ARO 10 z silnikiem Diesla D, który zastąpiono później silnikiem TD o niskiej trwałości. Planowano inwestycję w nowe hale montażowe, co pozwoliłoby na poprawę jakości tych samochodów i wyeliminowanie niespełniającego norm silnika, jednak reputacja oryginału była tak fatalna, że projekt szybko upadł.
W 1988 roku, w Turynie, firma zaprezentowała prototyp plażowego pojazdu o nazwie Scorpion (o dwóch drzwiach na górnych zawiasach, z elegancko wyprofilowaną karoserią, i podwoziem ARO 10).

## Produkowane samochody
- ACM Enduro x4